# Henrik Nordbrandt
Henrik Nordbrandt (* 21. März 1945 in Frederiksberg Kommune, Region Hovedstaden; † 31. Januar 2023) war ein dänischer Lyriker, der auch einige Prosawerke und Kinderbücher verfasste.

## Leben
Nordbrandt studierte nach dem Schulbesuch Arabisch, Chinesisch und Türkisch an der Universität Kopenhagen und gab sein literarisches Debüt bereits 1966 mit dem Gedichtband Digte.
Für seine folgenden zahlreichen Gedichtbände wurde er mehrfach ausgezeichnet und erhielt unter anderem 1980 den Großen Preis der Dänischen Akademie, 1984 den Kritikerprisen für die Gedichtsammlung 84 Digte sowie 1987 den Søren-Gyldendal-Preis und 1990 den Nordischen Preis der Schwedischen Akademie. Für seine Gedichtsammlung Drømmebroer wurde er darüber hinaus 2000 mit dem Literaturpreis des Nordischen Rates ausgezeichnet.
Seine Gedichte sind vor allem geprägt durch die Städte, Landschaften und das Klima am Mittelmeer, da er die größte Zeit seines Lebens in der Türkei, in Griechenland und Italien verbrachte. Seinen langjährigen Aufenthalt im Ausland erklärte er damit, eigentlich ohne Heimat zu sein. Bekannt war er für seine Aversion gegen das dänische Klima. In einem seiner bekanntesten Texte, erschienen im Gedichtband Håndens skælven i november (wörtlich: Das Zittern der Hand im November), schrieb er: „Das Jahr hat 16 Monate: November, Dezember, Januar, Februar, März, April, Mai, Juni, Juli, August, September, Oktober, November, November, November, November“.
Als erklärter Atheist setzte er sich oft mit der aus seiner Sicht Bedeutungslosigkeit der Religion auseinander, nahm aber andererseits an, dass sich aus dem Christentum wesentliche Botschaften für das tägliche Leben ergeben.
Neben seinen mehr als zwanzig Gedichtbänden verfasste er den Roman Finkelsteins blodige bazar (1983), die beiden Kinderbücher Tifanfaya (1990) und Den elektriske mus (1993) sowie ein Buch über die türkische Küche mit dem Titel Damelår og andre specialiteter (1994). Im Jahr 2002 erschienen seine Memoiren mit dem Titel Døden fra Lübeck.
Er starb am 31. Januar 2023 im Alter von 77 Jahren nach kurzer Krankheit.

## Weitere Schriften
- Miniaturer (1967)
- Syvsoverne (1969)
- Omgivelser (1972)
- Opbrud og ankomster (1974)
- Ode til blæksprutten og andre kærlighedsdigte (1975)
- Glas (1976)
- Istid (1977)
- Guds hus (1977)
- Breve fra en ottoman (1978)
- Rosen fra Lesbos (1979)
- Spogelselege (1979)
- Forsvar for vinden under doren (1980)
- Armenia (1982)
- Armenia (1984)
- Violinbyggernes by (1985)
- Håndens skælven i november (1986)
- Vandspejlet (1989)
- Glemmesteder (1991)
- Stovets tyngde (1992)
- Ormene ved himlens port (1995)
- Egne digte (2000)

## Übersetzungen
- Digte / Gedichte. Ausgewählt und übersetzt von Ursula Schmalbruch. Kleinheinrich, Münster 1988. ISBN 3-926608-13-7
- Glemmesteder. Digte / Vergessenheitsorte. Gedichte. Aus dem Dänischen von Ursula Schmalbruch. Kleinheinrich, Münster 1993. ISBN 3-926608-77-3

## Auszeichnungen
- 1974: Literaturpreis Drachmannlegatet
- 1980: Großer Preis der Dänischen Akademie
- 1984: Kritikerprisen für die Gedichtsammlung 84 Digte
- 1987: Søren-Gyldendal-Preis
- 1990: Nordischer Preis der Schwedischen Akademie
- 2000: Literaturpreis des Nordischen Rates für seinen Gedichtband Drømmebroer